# Lijst van voetbalinterlands Bulgarije - Noord-Macedonië (vrouwen)
Deze lijst van voetbalinterlands is een overzicht van alle officiële voetbalinterlands tussen de nationale vrouwenteams van Bulgarije en Noord-Macedonië. De landen hebben tot nu toe zeven keer tegen elkaar gespeeld.

## Wedstrijden
| № | Plaats      | Datum             | Competitie                          | Wedstrijd                   | Uitslag |
| - | ----------- | ----------------- | ----------------------------------- | --------------------------- | ------- |
| 1 | Blagoëvgrad | 12 oktober 2011   | Vriendschappelijk                   | Bulgarije − Macedonië       | 4 − 4   |
| 2 | Blagoëvgrad | 13 oktober 2011   | Vriendschappelijk                   | Bulgarije − Macedonië       | 2 − 3   |
| 3 | Skopje      | 20 augustus 2013  | Vriendschappelijk                   | Macedonië − Bulgarije       | 2 − 4   |
| 4 | Skopje      | 22 augustus 2013  | Vriendschappelijk                   | Macedonië − Bulgarije       | 2 − 5   |
| 5 | Alanya      | 18 februari 2023  | Turkish Women's Cup 2023            | Noord-Macedonië − Bulgarije | 1 − 2   |
| 6 | Skopje      | 22 september 2023 | UEFA Women's Nations League 2023/24 | Noord-Macedonië − Bulgarije | 0 − 1   |
| 7 | Plovdiv     | 5 december 2023   | UEFA Women's Nations League 2023/24 | Bulgarije − Noord-Macedonië | 2 − 2   |

## Samenvatting
| Competitie                  | Totaal gespeeld | Winst Bulgarije | Gelijk | Winst Noord-Macedonië | Doelsaldo Bulgarije – Noord-Macedonië |
| --------------------------- | --------------- | --------------- | ------ | --------------------- | ------------------------------------- |
| UEFA Women's Nations League | 2               | 1               | 1      | 0                     | 3 − 2                                 |
| Turkish Women's Cup         | 1               | 1               | 0      | 0                     | 2 − 1                                 |
| Vriendschappelijk           | 4               | 2               | 1      | 1                     | 15 − 11                               |
| Totaal                      | 7               | 4               | 2      | 1                     | 20 − 14                               |